# Duivenstein
Duivenstein was een buitenplaats in de Nederlandse plaats Voorburg, provincie Zuid-Holland. Sinds begin 17e eeuw bestond de buitenplaats uit twee boerderijen, waarvan Oost-Duivestein bewaard is gebleven.

## Geschiedenis
Eind 14e eeuw hield Dirck van Duvenvoorde de hofstede Klein-Duvenvoorde in leen van zijn broer Arent, kasteelheer van Duivenvoorde te Voorschoten. Dircks nazaten behielden de hofstede tot eind 16e eeuw.
Mogelijk had de 14e-eeuwse hofstede een oudere voorganger: bij de sloop van de hofstede begin 17e eeuw door Johan Uytenhage de Mist werden namelijk zware fundamenten aangetroffen die kunnen wijzen op de aanwezigheid van een kasteel.

### West- en Oost-Duivestein
Johan Uytenhage de Mist kocht Duivenstein in 1606. De middeleeuwse hofstede was dermate vervallen dat hij besloot het gebouw af te breken. Johan verdeelde nu de grond van Duivenstein in twee stroken en bouwde op elke strook een boerderij: West-Duivestein en Oost-Duivestein (soms ook wel Elsberg genoemd). Hij liet de boerderij West-Duivestein tevens voorzien van een herenhuis, zodat het door hem gebruikt kon worden als buitenplaats.
Na Johans overlijden in 1618 werd Duivenstein onder zijn kinderen verdeeld. Uiteindelijk erfde in 1685 de neef Johan Rampius van Swieten beide boerderijen en hij verkocht het aan mr. Hendrick de Vaal. Na zijn dood in 1701 werd zijn weduwe eigenaresse van Duivenstein.
Hierna kwam Duivenstein in handen van Caspar Clotterbrooke. Hij verkocht in 1751 West-Duivenstein aan Abraham de Back. Dit betekende niet alleen dat Caspars gelijknamige zoon alleen Oost-Duivenstein zou erven, maar ook dat het bezit van de twee boerderijen niet langer meer in één hand zou zijn.
In 1808 overleed de eigenaar van West-Duivestein, de notaris Lambertus Sijthoff. De boerderij werd in een openbare veiling verkocht. Na nog enkele eigenaarswisselingen kwam West-Duivestein in 1832 handen van Daniel Willem Abraham Patijn. In 1844 kreeg hij ook Oost-Duivestein in eigendom, omdat hij de erfgenaam was van zijn zus Johanna, weduwe van Caspar Clotterbrooke. Beide boerderijen waren nu weer met elkaar verenigd.

### Afbraak herenhuis
In 1848 erfde Daniels neef Adriaan van Oyen de twee boerderijen. Adriaan liet het herenhuis van West-Duivestein afbreken, met uitzondering van de opkamer. Na zijn dood in 1857 verkochten zijn kinderen de buitenplaats van 25 hectare groot in een openbare verkoop die plaatsvond in Logement De Zwaan. De nieuwe eigenaren waren Abraham van Duyn en zijn echtgenote Elisabeth Koch. Zij overleden kinderloos, waarna Menno baron de Girard de Mielet van Coehoorn in 1893 de buitenplaats met beide boerderijen aankocht. Zijn nazaten verkochten in 1931 Duivenstein aan de N.V. Maatschappij tot exploitatie van Onroerende Goederen, die van plan was om over de buitenplaats heen een ontsluitingsweg voor Den Haag aan te leggen. Uiteindelijk verkocht de Maatschappij de twee boerderijen in 1955 aan de gemeente Voorburg.

### Sloop van West-Duivestein
De gemeente besloot in 1980 om West-Duivestein te slopen. Dit zorgde bij protesten bij omwonenden en de boerderij werd zelfs gekraakt. Hoewel de gemeente afzag van de sloopplannen, is de boerderij in 1987 wegens bouwvalligheid alsnog afgebroken. Op het terrein verrees nieuwbouw, waarbij de vorm en het uiterlijk van de gesloopte boerderij leidend waren.
De boerderij Oost-Duivestein werd in de 20e eeuw omgeven door sportvelden. De koeienstal is in 1971 omgebouwd tot kantine van hockeyclub Cartouche.

## Beschrijving
De 14e-eeuwse hofstede is mogelijk gebouwd op de fundamenten van een ouder kasteel. Er zijn geen afbeeldingen van de hofstede bekend. De hofstede stond even ten noorden van de boerderij West-Duivenstein. De grachten waren nog tot in de jaren 80 van de 20e eeuw zichtbaar, maar zijn toen gedempt ten behoeve van woningbouw.

### West-Duivestein
De boerderij West-Duivestein werd begin 17e eeuw gebouwd door Johan van Uytenhage van Myst. Verkoopdocumenten uit 1808 vermelden een herenhuis met bouwhuis, een stalling, koetshuis en tuinmanswoning. Het herenhuis beschikte over een eetzaal, een keuken, een kelder en een voorhuis met een opkamer. Op de verdieping waren diverse (slaap)vertrekken; op zolder sliep het personeel. Toen West-Duivestein in 1987 werd afgebroken, was van het oude herenhuis alleen nog de opkamer met een 18e-eeuwse kelder bewaard gebleven.
Rondom de boerderij lagen tuinen, boomgaarden, moestuinen en een vinkenbaan. De theekoepel langs de Vliet kon via een laantje worden bereikt.
Het hekwerk uit 1612 is behouden gebleven.

### Oost-Duivestein
De boerderij Oost-Duivestein is in 1612 gebouwd door Johan van Uytenhage van Myst. Waar bij West-Duivestein voor een luxe uitstraling was gekozen met een herenhuis, was Oost-Duivestein – ook wel Elsberg genoemd – een echte boerderij.
De hoeve bestaat uit een gepleisterd woongedeelte onder een zadeldak, met aan de rechterzijde een opkamer. De stal met wolfsdak is in de 19e eeuw vernieuwd.
Oost-Duivestein is een rijksmonument.

## Afbeeldingen

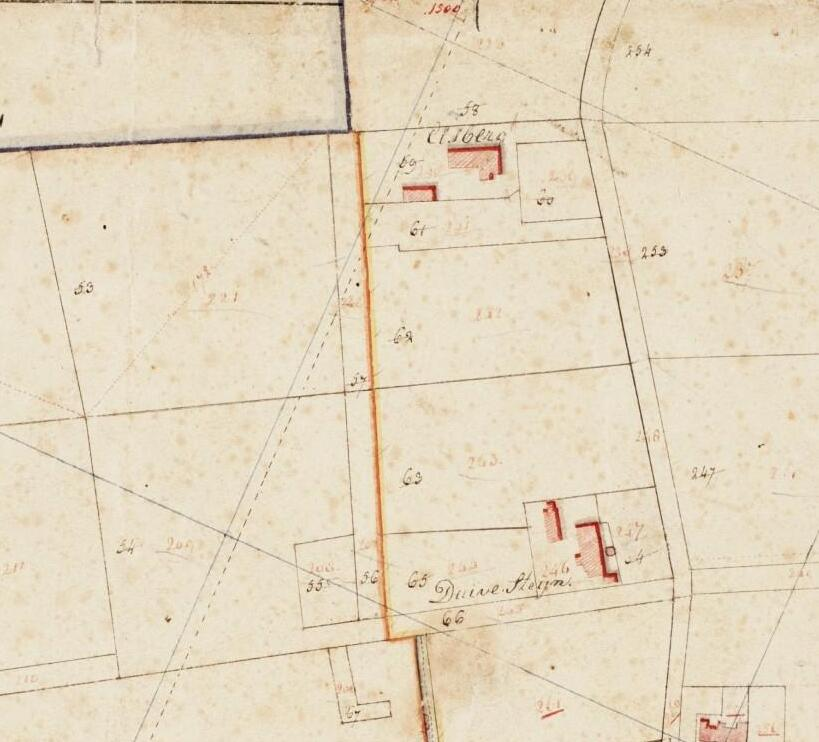
Kadastrale kaart uit 1813-1832: onderaan West-Duivestein, bovenaan Oost-Duivestein (vermeld als ‘Elsberg’)
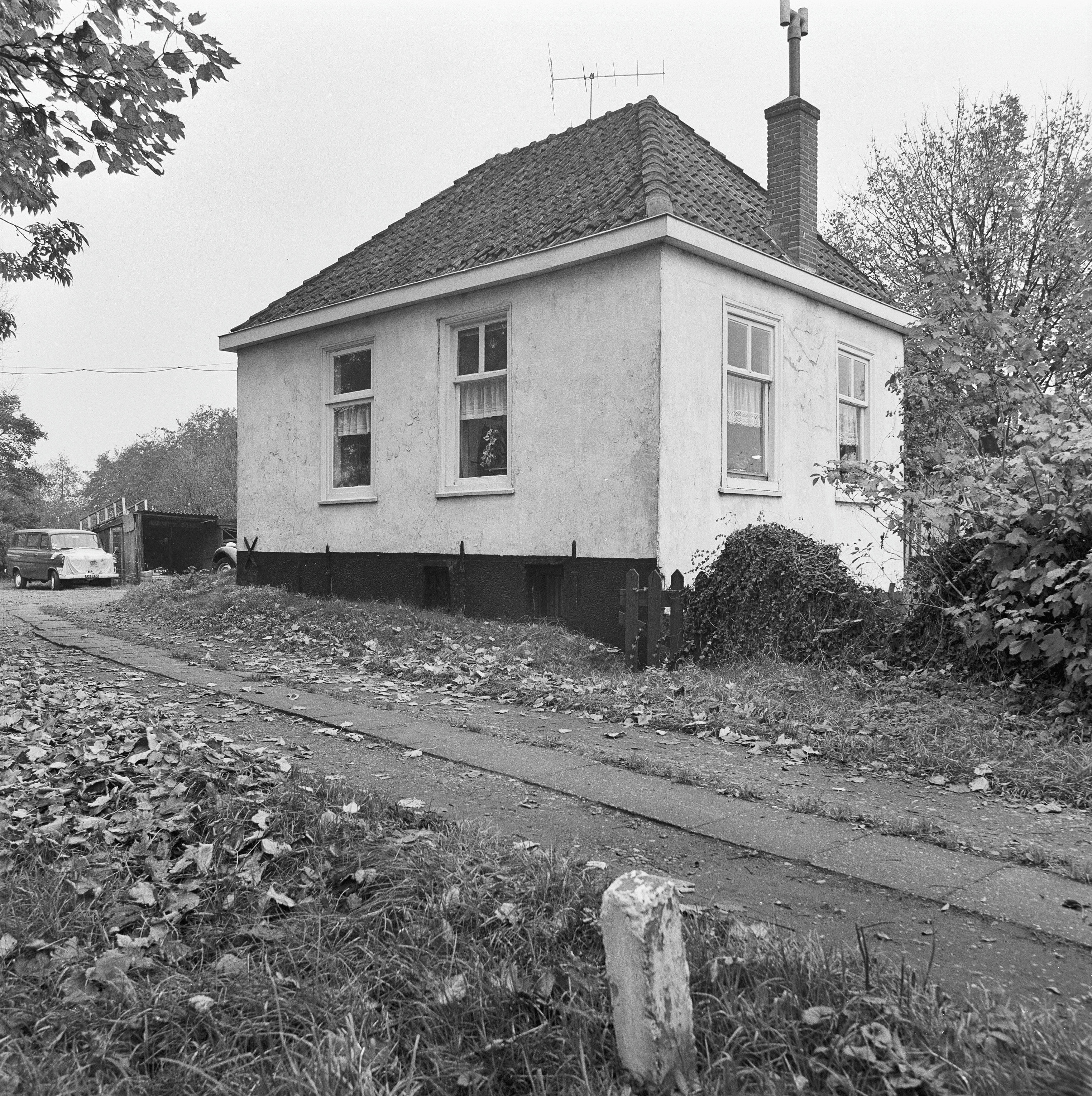
De opkamer van West-Duivestein in 1975
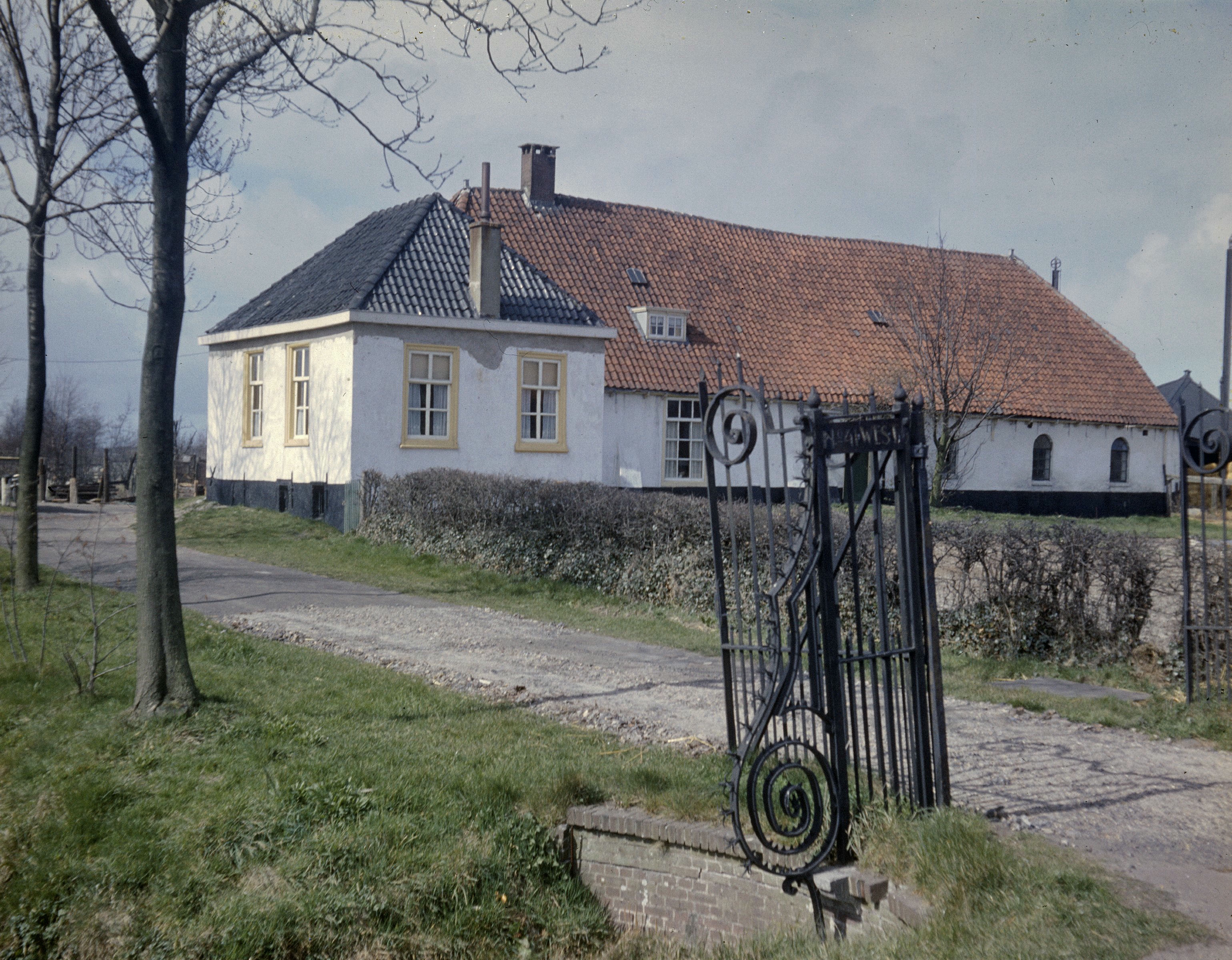
West-Duivestein in 1958
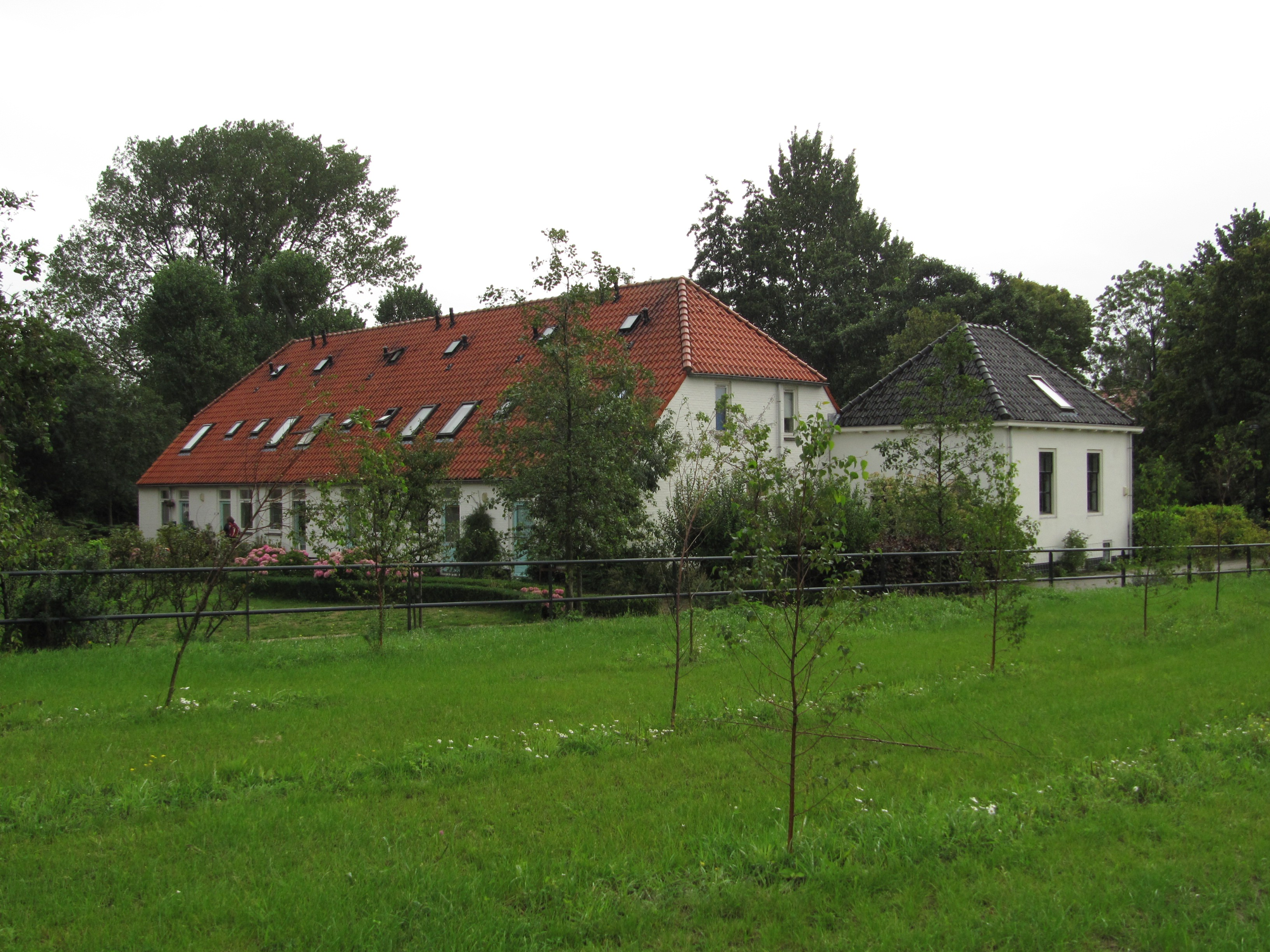
De eind jaren 80 nieuwgebouwde ‘boerderij’ West-Duivestein

Arentsburgh · Damsigt · Duivenstein · Eemwijk · Heeswijk · Hoekenburg · Hoekvliet · Hofwijck · In de Wereldt is veel Gevaer · Leeuwensteijn · De Loo · Middenburg · Middendorp · Noordervliet · Rusthof · Schoonoord · Sionslust · Vliet en Burgh · Vreugd en Rust · Vrijburg · De Werve
Abbenbroek · Abspoel · Adegeest · Slot Alkemade ·  Altena · Arkelsburg · Bellesteyn · Huis ten Berghe · Binckhorst · Binnenhof · Blijdestein · Te Blotinghe · Boekenburg · Boekhorst · Boshuysen · Bulgersteyn · Burcht (Leiden) · Burcht (Voorne) · Slot Capelle · Coebel · Cranenburg · Crayestein · Cronesteyn · Crooswijk · Develstein · 't Huys Dever · Dirks Steenhuis · Ter Does · Duivenstein · Duivenvoorde · Endegeest · Endepoel · Foreest · Giessenburg · Gravensteen · Groot Haesebroek · 's Heeraartsberg · Hof van Wateringen · Holy · Slot Honingen · Kasteel van de Heren van Arkel · Kasteel van Gouda · Keenenburg · Kasteel Keukenhof · Klein Poelgeest · Huis te Langerak · Langestein · Huis te Liesveld · Ter Lips · De Loo · Madeburcht · Marenburch · Meerburg · Huis te Merwede · Huis ter Mey · Kasteel van der Meye · Niemandsvriend · Noordeloos · Oud-Berendrecht · Oud-Poelgeest · Oud Teylingen · Paddenpoel · Persijn · Groot Poelgeest · Hof van Putten · Puttensteyn · Landgoed De Raephorst · Kasteel Ravesteyn · Kasteel van Rhoon · Rijnegom · Rijnenburg · Huis te Riviere · Rodenburg · Hofstad Rodenrijs · Rodenrijs · Rosenburgh · Huis Roucoop · Santhorst · Schelluinderberg · Schonenburg · Kasteel van Schoonhoven · Souburgh · Spangen · Starrenburg · Huis ter Specke · Steenvoorde · Stenevelt · Slot Teylingen · Den Toll · Torenvliet · Slot Valckesteyn · Huis ter Waard · Warmont · Ter Weer · Hof van Wena · Kasteel Westerbeek · Huis te Woude · Kasteel van IJsselmonde · 't Zand · Huis Zevender · Kasteel aan de Zevender · Zijlhof · Zonneveld · Huis Zuidwijk · Zwieten